# Hösbach
Hösbach település Németországban, azon belül Bajorországban. Lakosainak száma 13 323 fő (2023. december 31.). Hösbach Haibach (Unterfranken), Bessenbach, Sailauf, Blankenbach, Mömbris, Johannesberg, Goldbach (Unterfranken) és Aschaffenburg községekkel határos.

## Népesség
A település népessége az elmúlt években az alábbi módon változott:
| Lakosok száma | 1438 | 4579 | 8421 | 13 158 | 13 051 | 13 109 | 13 173 | 13 212 | 13 141 | 13 323 |
|               | 1875 | 1950 | 1975 | 2011   | 2013   | 2014   | 2016   | 2018   | 2021   | 2023   |